# Dasystenella acanthina
Dasystenella acanthina is een zachte koraalsoort uit de familie Primnoidae. De koraalsoort komt uit het geslacht Dasystenella. Dasystenella acanthina werd in 1889 voor het eerst wetenschappelijk beschreven door Wright & Studer. 